# Raymond Maillet
Pour les articles homonymes, voir Maillet.
Raymond Maillet, né le 26 novembre 1934 à La Guerche-sur-l'Aubois (Cher) et mort le 5 août 1984 à Orléans (Loiret), est un homme politique français. 

## Biographie
Instituteur, Raymond Maillet s'engage dans le syndicalisme au début des années 1950, puis adhère au PCF. Il milite activement contre la guerre d'Algérie. Il fit une carrière dans l'enseignement en commençant à Creil puis dans la commune de Monchy-Saint-Éloi (Oise), dont il devint le maire en 1970. 
Il se présente aux élections législatives françaises de 1973 dans la Troisième circonscription de l'Oise, mais est battu par le député sortant Robert Hersant. Élu conseiller général en 1976 (réélu en 1982), il fut tour à tour président du district de Liancourt puis député de l'Oise de 1978 à 1981. Il devint en 1980 le premier et aujourd'hui seul président du conseil régional communiste en Picardie, succédant ainsi à Jacques Mossion.
En 1981, il cède sa place de maire à son camarade James Emrot et perd la même année son siège de député, éliminé dès le premier tour. En 1981, il est remplacé à la présidence du conseil régional par René Dosière. Il reste adjoint au maire jusqu'à sa mort survenue le 5 août 1984 après avoir combattu une longue maladie.

## Détail des fonctions et des mandats
Mandats locaux
- 1970 - 1981 : Maire de Monchy-Saint-Éloi
- 1976 - 1984 : Conseiller général du canton de Liancourt
- 1980 - 1981 : Président du conseil régional de Picardie

Mandats parlementaires
- 3 avril 1978 - 21 juin 1981 : Député de la 3e circonscription de l'Oise